# کوسنت (قوبا)
کوسنت (به لاتین: Küsnət) یک منطقه مسکونی در جمهوری آذربایجان است که در شهرستان قوبا واقع شده است. کوسنت ۲۳۳ نفر جمعیت دارد.